# Großsteingräber bei Bretsch
Die Großsteingräber bei Bretsch sind eine Gruppe von ursprünglich wahrscheinlich acht megalithischen Grabanlagen der jungsteinzeitlichen Tiefstichkeramikkultur bei Bretsch, einem Ortsteil der Gemeinde Altmärkische Höhe im Landkreis Stendal, Sachsen-Anhalt. Heute existieren nur noch drei Gräber. Die restlichen Anlagen wurden im 19. Jahrhundert zerstört.

## Lage
Die erhaltenen Gräber 1 und 2 liegen etwa 1 km östlich von Bretsch. Grab 1 befindet sich unmittelbar südlich der Straße nach Drüsedau, Grab 2 300 m westnordwestlich im Feld. Grab 3 liegt etwas abseits davon, etwa 2 km nordöstlich des Ortes und 1,4 km nördlich von Grab 1.
Zu den zerstörten Gräbern KS 38 und KS 39 liegt keine genaue Lagebeschreibung vor. Grab KS 40 lag 1000 Schritt (ca. 750 m) südlich von Bretsch im Acker „jenseits der Mühlenfluth“. Grab KS 41 befand sich im selben Acker „einige hundert Schritt abwärts vom Dorfe“ und Grab KS 42 ebenfalls auf diesem Acker im Pfarrplan.
Westlich der Gräber 1 und 2 lagen die im 19. Jahrhundert zerstörten Großsteingräber bei Dewitz.

## Forschungsgeschichte

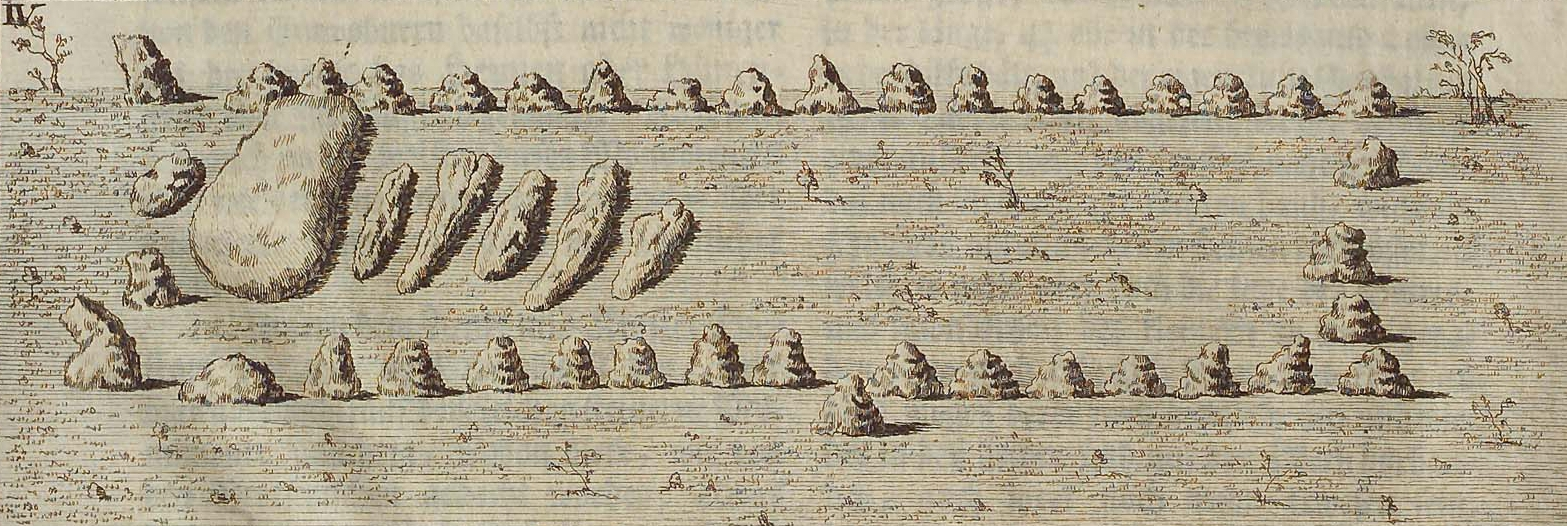
Darstellung des Grabes Bretsch 1 in der Historischen Beschreibung der Chur und Mark Brandenburg (1751)

Die Gräber wurden erstmals von Johann Christoph Bekmann in seiner 1751 erschienenen Historischen Beschreibung der Chur und Mark Brandenburg erwähnt. Bekmann nannte fünf Gräber „vor dem Dorfe Bretschen eine halbe meile oberhalb Seehausen nach Arendsee zu“. Damit war wohl eine Gräbergruppe östlich bzw. nordöstlich von Bretsch gemeint. Das heute noch erhaltene Grab 3 wurde in den 1740er Jahren von Johann Joachim Winckelmann untersucht. Johann Friedrich Danneil führte im Jahr 1843 eine erste systematische Aufnahme aller Großsteingräber der Altmark durch. Er fand östlich und nordöstlich von Bretsch nur die drei noch heute existierenden Gräber vor, die beiden anderen Gräber waren in der Zwischenzeit wohl schon zerstört worden. Danneil konnte außerdem noch drei weitere Gräber südlich von Bretsch feststellen. Eduard Krause und Otto Schoetensack führten Anfang der 1890er Jahre eine erneute Aufnahme der altmärkischen Großsteingräber durch. Dabei stellten sie fest, dass nun auch die Gräber südlich von Bretsch zerstört worden waren. 2003–04 erfolgte eine weitere Aufnahme und Vermessung aller noch existierenden Großsteingräber der Altmark als Gemeinschaftsprojekt des Landesamts für Denkmalpflege und Archäologie Sachsen-Anhalt, des Johann-Friedrich-Danneil-Museums Salzwedel und des Vereins „Junge Archäologen der Altmark“.
Für die Gräber existieren unterschiedliche Nummerierungen. Für die erhaltenen Gräber werden im Folgenden die Fundplatznummern verwendet, für die zerstörten die Nummer, mit der Krause und Schoetensack sie versahen.
| offizielle Nr. | Danneil (1843) | Krause/ Schoetensack (1893) | Beier (1991) | Anmerkungen |
| -------------- | -------------- | --------------------------- | ------------ | ----------- |
| Fpl. 1         | D 14           | KS 35                       | 1            | erhalten    |
| Fpl. 2         | D 15           | KS 36                       | 2            | erhalten    |
| Fpl. 3         | D 16           | KS 37                       | 3            | erhalten    |
| –              | –              | KS 38                       | 4            | zerstört    |
| –              | –              | KS 39                       | 5            | zerstört    |
| –              | D 17           | KS 40                       | 6            | zerstört    |
| –              | D 18           | KS 41                       | 7            | zerstört    |
| –              | D 19           | KS 42                       | 8            | zerstört    |

## Beschreibung

### Die erhaltenen Gräber

#### Grab 1

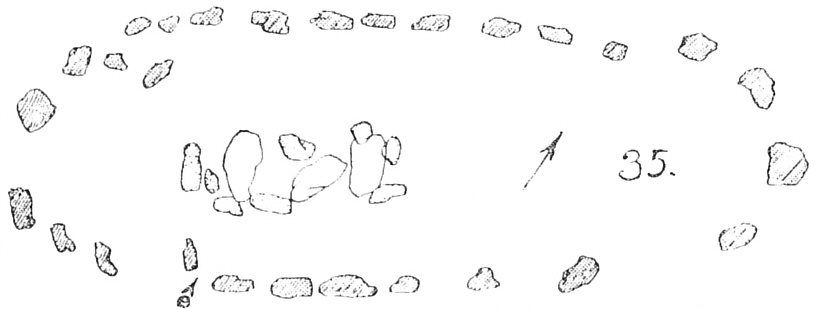
Grundriss des Grabes Bretsch 1 nach Krause/Schoetensack

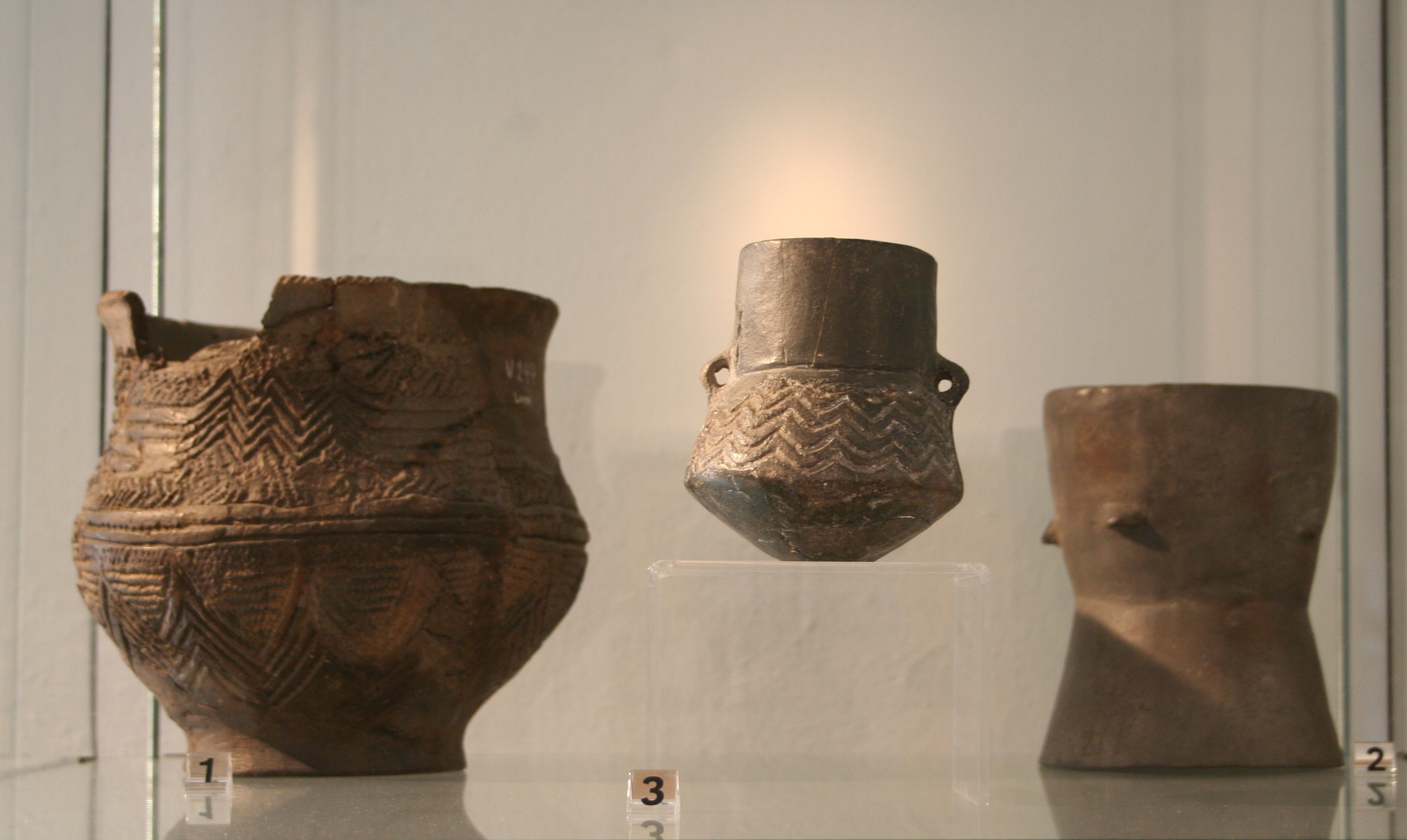
Mitte: Amphore der jüngeren Tiefstichkeramik, wohl aus Grab 1; Johann-Friedrich-Danneil-Museum, Salzwedel

Grab 1 gehört nach Hartmut Bock, Barbara Fritsch und Lothar Mittag zum Typ der Großdolmen, Hans-Jürgen Beier ordnet es hingegen als Großdolmen oder Ganggrab ein. Der Grabhügel ist mittlerweile stark zerflossen. Er hat eine Länge von 37,0 m, eine Breite von 14,8 m und eine Höhe von 1,0 m. Die Grabeinfassung ist nordost-südwestlich orientiert und war wohl ursprünglich rechteckig. Sie besteht noch aus mindestens 31 Steinen, die sich aber zum Teil nicht mehr an ihrer ursprünglichen Position befinden. Die Einfassung ist 25,0 m lang und 7,5 m breit.
Die Grabkammer ist nordost-südwestlich orientiert und befindet sich im Zentrum der Einfassung. Sie besteht heute noch aus elf Wandsteinen und fünf Decksteinen. Von Letzteren sind drei vollständig erhalten, einer ist zerbrochen und einer liegt nördlich außerhalb der Einfassung. Weitere Decksteine fehlen heute. Die beiden größten Decksteine messen 2,7 m × 1,4 m × 0,9 m bzw. 2,0 m × 1,5 m × 1,0 m. Der außerhalb der Einfassung liegende Deckstein weist zwei Schälchen auf. Der nordöstliche Deckstein besitzt eine zylindrische Vertiefung, bei der es sich wahrscheinlich um ein geplantes Sprengloch handelt. Die Kammer ist rechteckig und besitzt die Innenmaße 6,1 m × 1,7 m.
Aus dem Grab stammen möglicherweise eine vollständig erhaltene Amphore der jüngeren Tiefstichkeramik und ein nicht näher definierter „Streitkeil“, die von Johann Friedrich Danneil 1838 erwähnt wurden. Die beiden Funde von Danneil werden jedoch in späteren Publikation zu diesem Grab nicht mehr erwähnt.

#### Grab 2

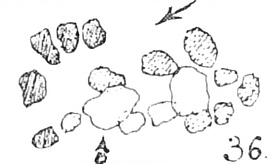
Grundriss des Grabes Bretsch 2 nach Krause/Schoetensack

Grab 2 wird im Volksmund als „Dornröschengrab“ bezeichnet und gehört nach Hartmut Bock, Barbara Fritsch und Lothar Mittag ebenfalls zum Typ der Großdolmen, Hans-Jürgen Beier ordnet es hingegen als Großdolmen oder Ganggrab ein. Der Grabhügel ist oval. Er hat eine Länge von 25,0 m, eine Breite von 16,0 m und eine Höhe von 0,6 m. Die Grabeinfassung ist nordnordost-südsüdwestlich orientiert und besteht noch aus 23 Steinen. Sie ist rechteckig, hat eine Länge von 13,5 m und eine Breite von 7,0 m. Die Grabkammer ist  nordnordost-südsüdwestlich orientiert und befindet sich im Zentrum der Einfassung. Sie besteht heute noch aus acht von ursprünglich zehn Wandsteinen und vier Decksteinen, von denen noch zwei auf den Wandsteinen aufliegen, ein weiterer liegt nördlich der Kammer. Die aufliegenden Decksteine messen 1,9 m × 1,6 m × 0,7 m bzw. 1,9 m × 1,0 m × 0,7 m. Der südliche und der außerhalb der Kammer liegende Deckstein besitzen Schälchen. Die Kammer ist rechteckig und besitzt die Innenmaße 5,0 m × 1,0 m, ihre Höhe beträgt 0,6 m. In der Umgebung des Grabes wurden jungsteinzeitliche Feuersteinartefakte sowie jungstein-, bronze- und eisenzeitliche Keramikscherben gefunden.

#### Grab 3

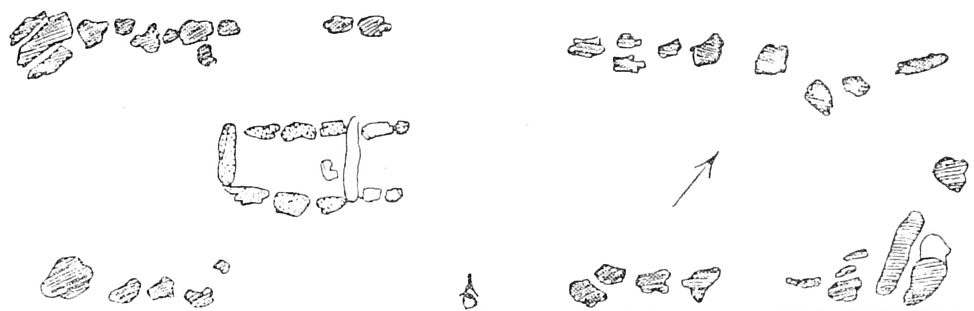
Grundriss des Grabes Bretsch 3 nach Krause/Schoetensack

Auch Grab 3 gehört zum Typ der Großdolmen. Der Grabhügel ist länglich. Er hat eine Länge von 37,0 m, eine Breite von 13,0 m und eine Höhe von 0,7 m. Die Grabeinfassung ist nordost-südwestlich orientiert und besteht noch aus 38 Steinen, von denen acht noch aufrecht stehen, einige weitere wurden gesprengt. Die Grabkammer ist nordost-südwestlich orientiert. Sie bestand ursprünglich aus zwölf Wandsteinen, die sich alle noch aufrecht stehend erhalten haben sowie aus vermutlich fünf Decksteinen, von denen noch vier erhalten sind. Einer der Decksteine liegt noch auf den Wandsteinen auf, ein zweiter ist nur noch als Fragment erhalten und in die Kammer gestürzt, die anderen beiden liegen in verschleppter Lage östlich außerhalb der Einfassung. Der aufliegende Deckstein misst 2,7 m × mindestens 1,0 m × 0,9 m, die beiden verschleppten Steine messen 2,5 m × 2,5 m × 0,8 m bzw. 2,3 m × 1,3 m × mindestens 0,5 m. Der aufliegende und einer der verschleppten Decksteine weisen zahlreiche Schälchen auf. Die Kammer ist trapezförmig. Sie hat eine Länge von 6,0 m und eine Breite von 1,5 bis 1,8 m.
Nach Berichten von Johann Friedrich Danneil fand eine erste Untersuchung des Grabes in den 1740er Jahren durch Johann Joachim Winckelmann statt. Von Winckelmann selbst sind allerdings keine Aufzeichnungen über diese Forschungen bekannt. Eine erste genauer dokumentierte Grabung wurde 1936 im Nordostteil der Grabkammer durchgeführt. Dabei wurde eine mehrschichtige Verfüllung des Kammerbodens vorgefunden. Die oberste Schicht bestand aus lockerem Sand, die zweite war betonhart und enthielt Keramikscherben, die dritte bestand aus Granit-Grus, die vierte aus einer porösen Masse, die mit Kohle und verbrannten Knochenstückchen durchmischt war. Die unterste Schicht bestand aus einem Scherbenplaster, das noch vor dem Aufstellen der Wandsteine aufgebracht worden war. Die Scherben ließen sich der Tiefstichkeramik und einer vermutlichen Nachbestattung der Schönfelder Kultur zuordnen.

### Die zerstörten Gräber

#### Grab KS 38
Das Grab wurde von Bekmann nicht genauer beschrieben. Seinen Ausführungen ist nur zu entnehmen, dass es ein Hünenbett besessen hatte, das eine Grabkammer umgab.

#### Grab KS 39
Das Grab wurde von Bekmann nicht genauer beschrieben. Seinen Ausführungen ist nur zu entnehmen, dass es ein Hünenbett besessen hatte, das eine Grabkammer umgab.

#### Grab KS 40
Nach Danneil bestand die Anlage aus einer Grabkammer mit einer Länge von 4,7 m und einer Breite von 4,4 m, die zwei Decksteine besaß. Wahrscheinlich beziehen sich seine Maßangaben aber auf eine Umfassung, da die Kammer sonst außergewöhnlich breit gewesen wäre. Nach Beier dürfte es sich um einen erweiterten Dolmen oder einen Großdolmen gehandelt haben.

#### Grab KS 41
Die Anlage besaß ein Hünenbett mit einer Länge von 7,5 m und einer Breite von 5 m. Eine steinerne Umfassung wurde von Danneil nicht erwähnt. Die Grabkammer war recht groß und bestand aus außergewöhnlich großen Wandsteinen. Die Decksteine fehlten bei Danneils Untersuchung bereits. Gesonderte Maßangaben für die Kammer liegen nicht vor. Nach Beier dürfte es sich um einen Großdolmen oder um ein Ganggrab gehandelt haben.

#### Grab KS 42
Die Anlage war bei Danneils Untersuchung bereits weitgehend zerstört und die Maße sowie das ursprüngliche Aussehen des Grabes nicht mehr zu ermitteln.

### Weitere Funde
Krause und Schoetensack führen mehrere Geräte auf, die in den Großsteingräbern bei Bretsch gefunden wurden, ohne dass vermerkt wurde, aus welchem der Gräber sie stammten. Bei diesen Geräten handelt es sich um sieben Feuerstein-Beile und einen Schmalmeißel aus weißem Felsgestein. Ein Beil befindet sich heute im Landesmuseum für Vorgeschichte in Halle (Saale), die restlichen Stücke befinden sich im Johann-Friedrich-Danneil-Museum in Salzwedel. Krause und Schoetensack nennen noch ein weiteres Feuerstein-Beil sowie zwei Schmalmeißel und eine Axt aus Felsgestein, die in Bretsch gefunden wurden, bei denen aber unklar ist, ob sie aus Großsteingräber stammen. Diese Stücke befinden sich heute in Halle.